# Соколовське (Сакмарський район)
Соколо́вське (рос. Соколовское) — село у складі Сакмарського району Оренбурзької області, Росія.

## Населення
Населення — 65 осіб (2010; 45 у 2002).
Національний склад (станом на 2002 рік):
- росіяни — 74 %